# Villeneuve-les-Bordes
Villeneuve-les-Bordes är en kommun i departementet Seine-et-Marne i regionen Île-de-France i norra Frankrike. Kommunen ligger i kantonen Donnemarie-Dontilly som tillhör arrondissementet Provins. År 2022 hade Villeneuve-les-Bordes 614 invånare.

## Befolkningsutveckling
Antalet invånare i kommunen Villeneuve-les-Bordes
| Referens: INSEE |